# 34 Pułk Artylerii Lekkiej

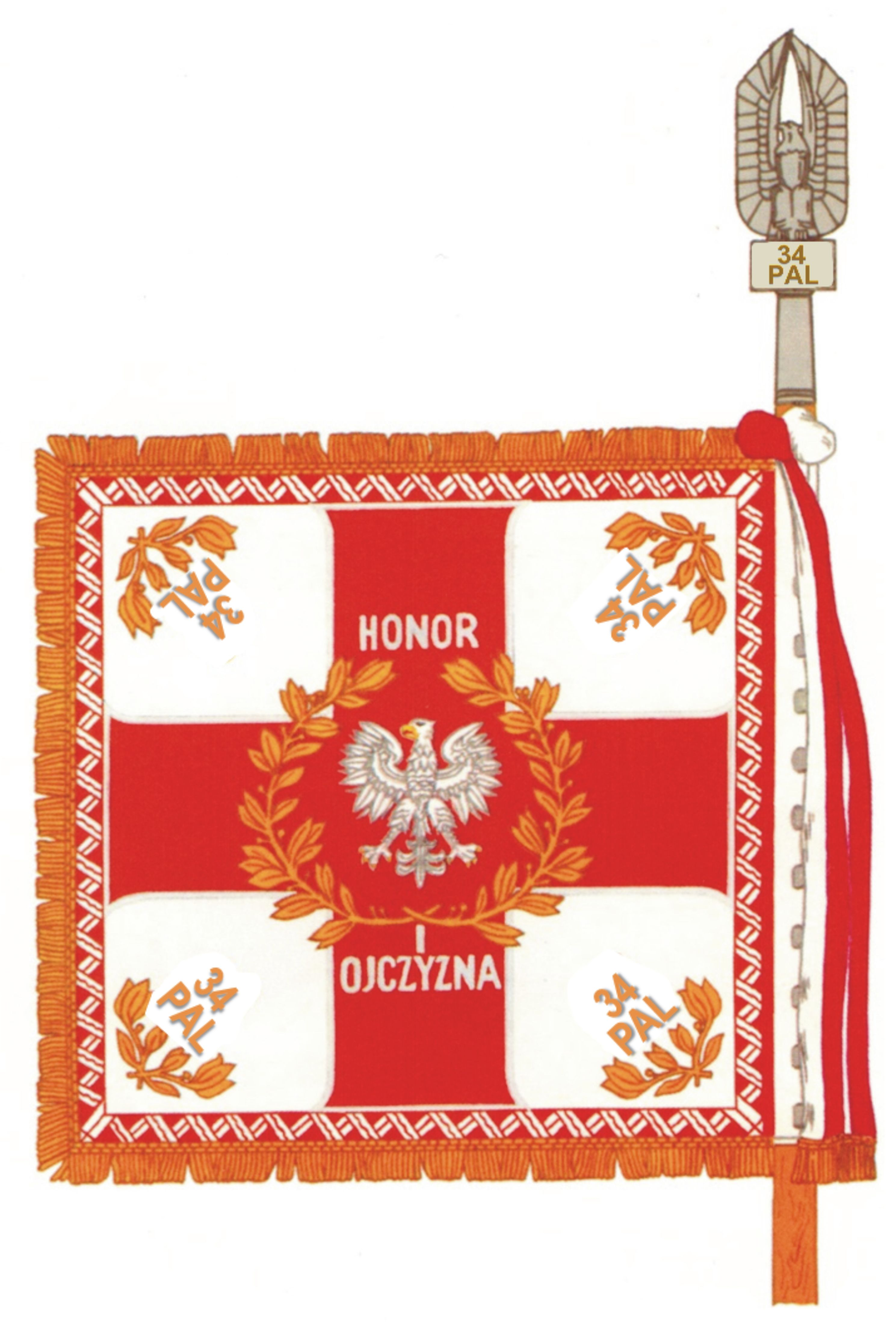
Sztandar 34 pułku artylerii lekkiej

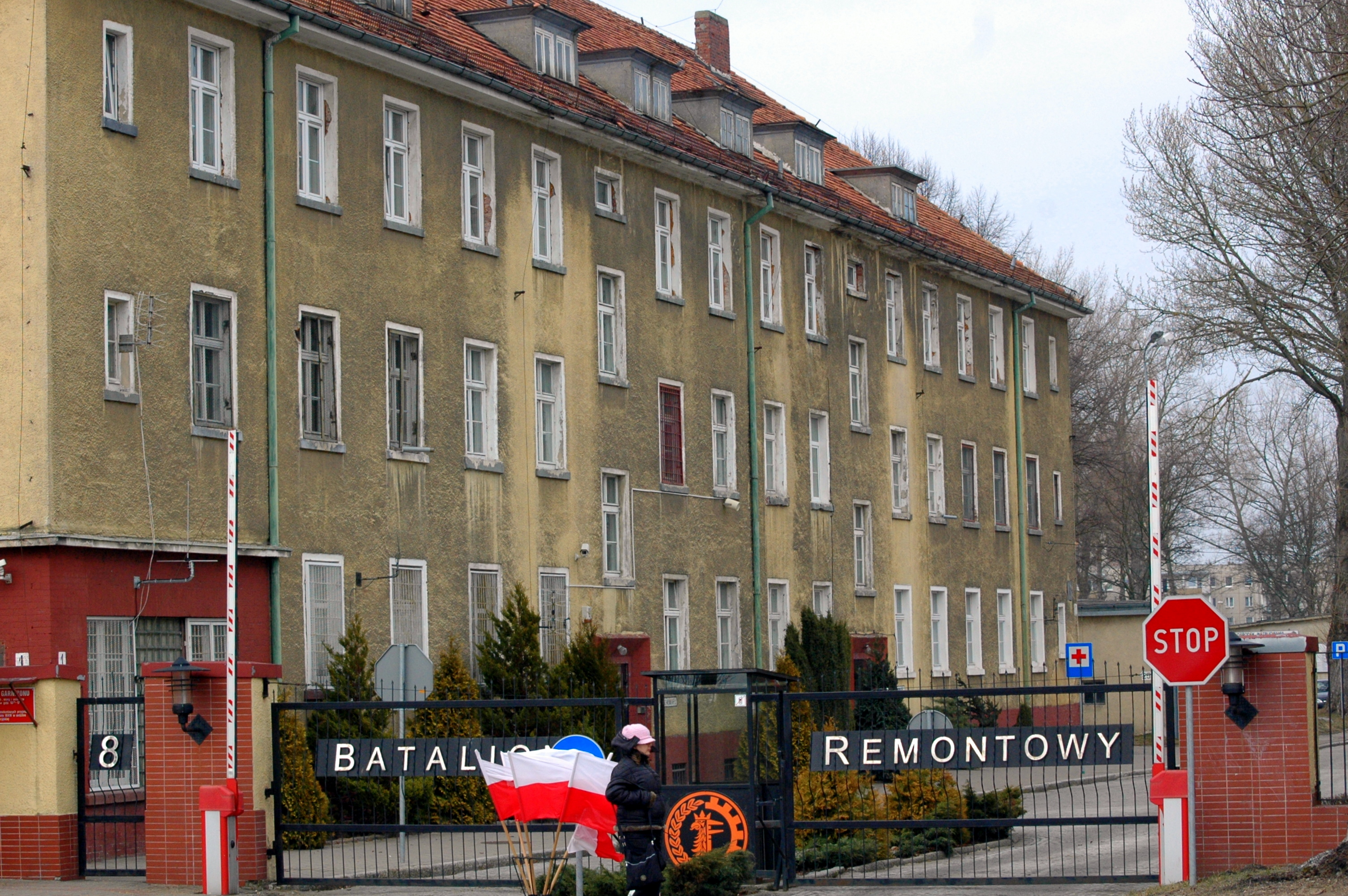
Kołobrzeg – koszary 34 pal od 1949

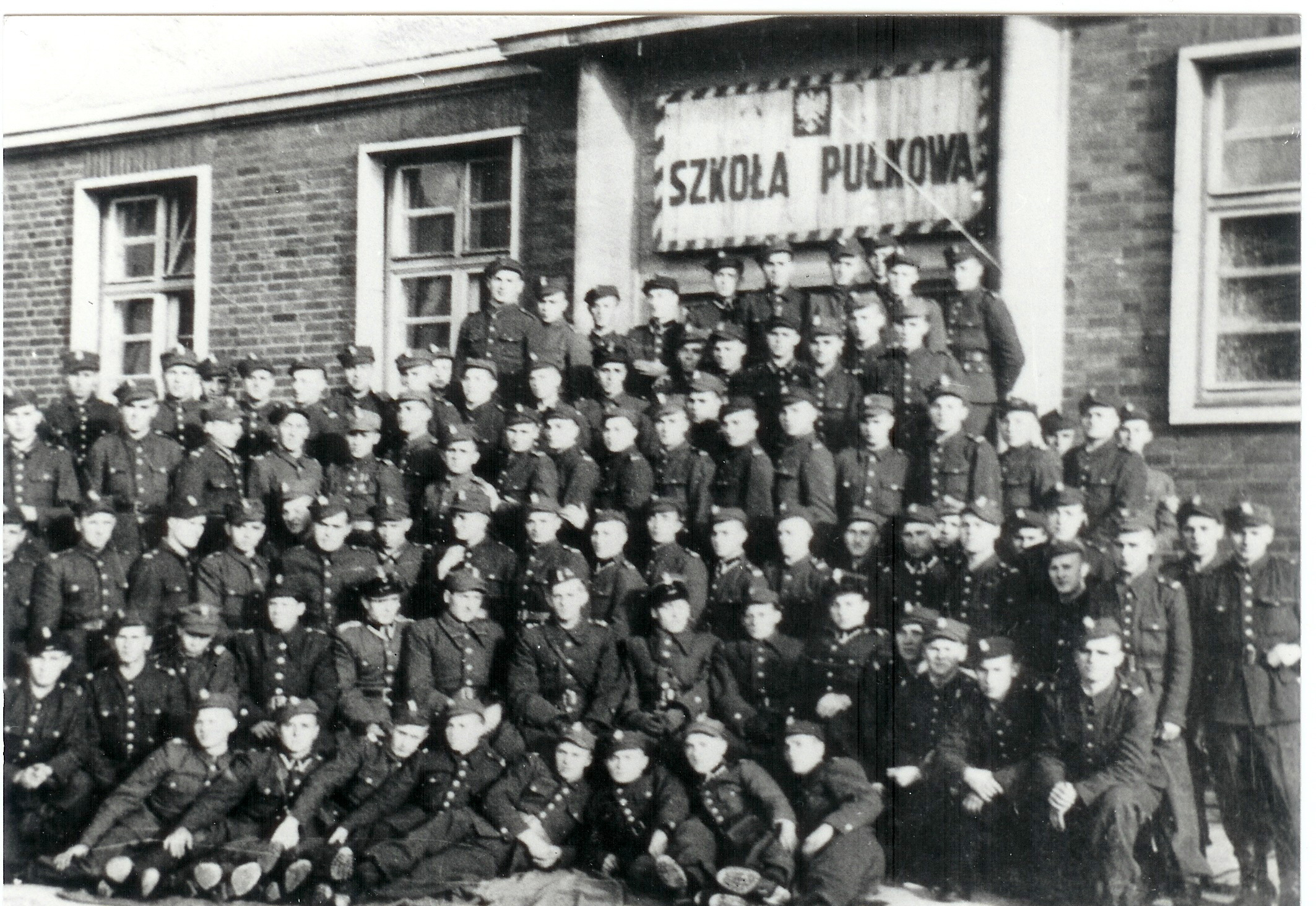
Szkoła pułkowa dla podoficerów - dowódców działonów, Szczecin 1948

34 pułk artylerii lekkiej (34 pal) – oddział artylerii lekkiej ludowego Wojska Polskiego.

## Formowanie i zmiany organizacyjne
Pułk sformowany został w garnizonie Poznań na podstawie rozkazu nr 58/org. Naczelnego Dowództwa Wojska Polskiego z 15 marca 1945, w składzie 12 Dywizji Piechoty.
Rejon formowania pułk opuścił już po zakończeniu wojny. Udziału w walkach nie brał. Po wojnie uczestniczył w akcji rolnej i osiedleńczej. Stacjonował wtedy w Kluczewie. W marcu 1946 pułk stacjonował już w garnizonie Szczecin przy ulicy Unii Lubelskiej (budynek szpitala). Później przeniósł się do kompleksu koszarowego przy al. Wojska Polskiego.
W czerwcu 1947 gen. Marian Spychalski wręczył pułkowi sztandar.
W maju 1949 pułk przeszedł w podporządkowanie dowódcy 8 Dywizji Piechoty i przedyslokowany został do garnizonu Kołobrzeg. W 1951 jednostka przeformowana została w 34 pułk artylerii haubic.
W 1957 pułk został rozformowany. Na jego bazie sformowano: 103 i 104 dywizjon artylerii haubic oraz 48 szkolną baterię artylerii. Pod koniec 1958 pułk został odtworzony. W terminie do 15 marca 1963 jednostka przeformowana została w 34 pułk artylerii, a w maju 1967 przemianowana na 4 pułk artylerii.

## Żołnierze pułku
Dowódcy pułku:
- ppłk Mikołaj Chlupin
- ppłk Charłamow (do 1946)[7]
- mjr Tadeusz Pióro (od XI 1946)

Oficerowie pułku:
- Lesław Dudek

## Skład etatowy
- Dowództwo i sztab
- 3 × dywizjon artylerii
  - 2 × bateria artylerii armat
  - 1 × bateria artylerii haubic
- bateria parkowa

Razem:

żołnierzy – 1093 (oficerów – 150, podoficerów – 299, kanonierów – 644)
sprzęt:
- 76 mm armaty – 24
- 122 mm haubice – 12
- rusznice przeciwpancerne – 12
- samochody – 108
- ciągniki – 24

|  |  |